# Igralište Hitrec – Kacian
Igralište Hitrec – Kacian nogometno je igralište u Zagrebu.

## Povijest
Igralište Hitrec – Kacian nalazi se uz istočnu tribinu stadiona Maksimir, koja gledalištu čini krov (tzv. tribina s dva lica, dvostrano gledalište). To rješenje arhitekta Vladimira Turine predstavlja rijetkost u svijetu.
Na Igralištu Hitrec – Kacian GNK Dinamo Zagreb i NK Lokomotiva Zagreb odrađuju treninge, a GNK Dinamo Zagreb II (do 2022.) i mlađe selekcije igraju domaće utakmice, kao i Memorijalni turnir Mladen Ramljak. Igralište je ime dobilo po Ici Hitrecu i Ratku Kacianu. Kapaciteta je 5000 mjesta.